# Ophoven (Echt-Susteren)
Ophoven (Limburgs: Ophaove) is een buurtschap van Echt (gemeente Echt-Susteren) in de Nederlandse provincie Limburg. Het is gelegen ten zuiden van Echt, niet ver van het Julianakanaal. Hier bevindt zich de Hammerhof, een oude hoeve uit de 18e eeuw.

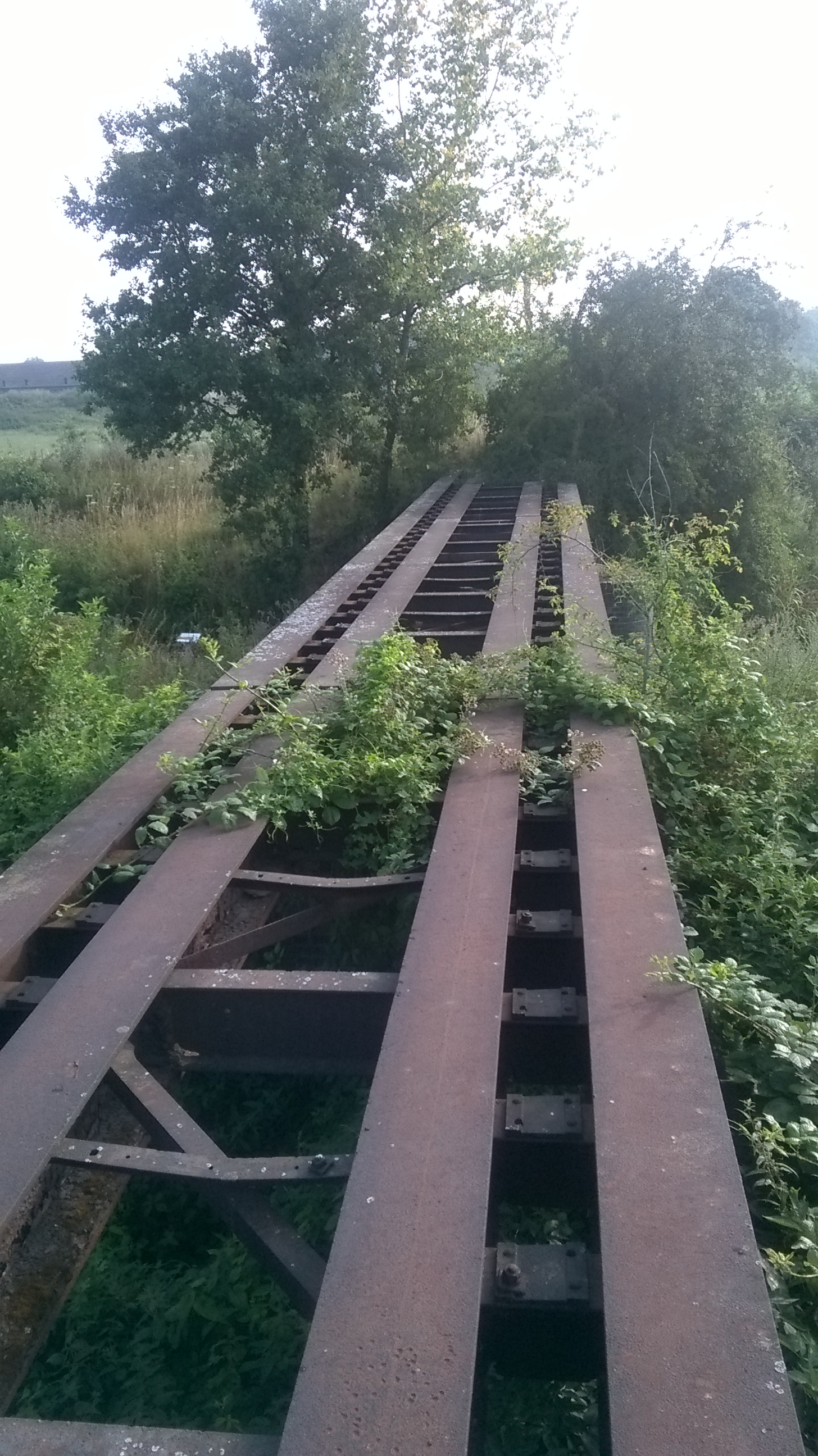
De trambrug over de Middelsgraaf.

 In 1922 kwam de tramlijn Roermond - Sittard gereed, die ten oosten van de buurtschap op eigen tracé liep. De buurtschap kreeg de tramhalte Openhoven Aasterberg en de trams stopten 'op tijdig verzoek'. Dagelijks reden er vijf trams in beide richtingen. In 1937 werd de tramlijn opgebroken en nam busvervoer het reizigersverkeer over. De loop van deze tramlijn is nog in het landschap te zien. Ook de trambrug over de Middelsgraaf en de landhoofden bij de Molenbeek zijn bewaard gebleven.

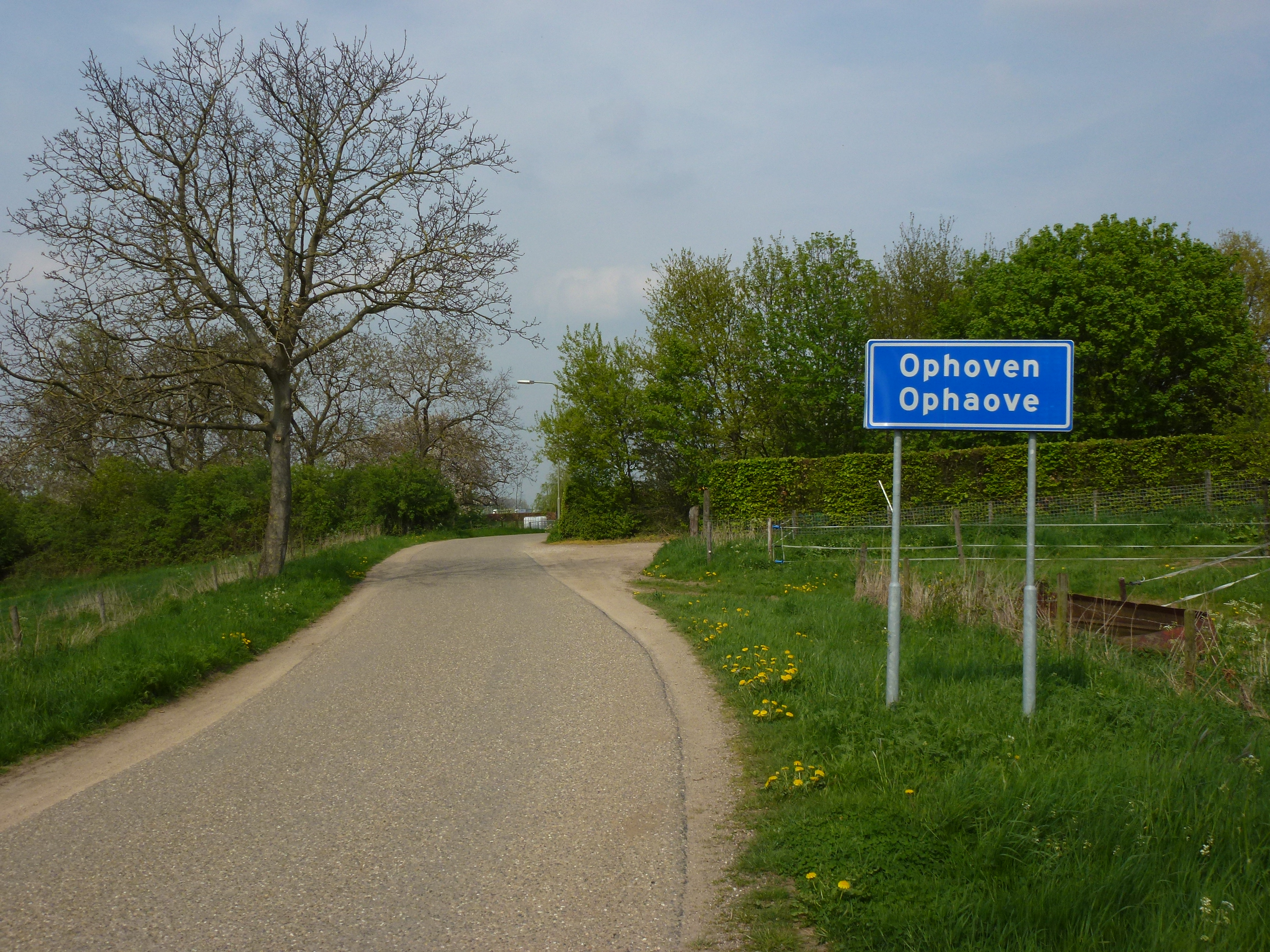
Entreebord

Kernen: Dieteren · Echt · Koningsbosch · Maria Hoop · Nieuwstadt · Pey · Roosteren · Sint Joost · Slek · Susteren

Buurten en buurtschappen: Aan het Echterbosch · Aan Reijans · Aasterberg · Baakhoven · Berkelaar · Christinawijk · Echterbosch · Frenkenshof · Gebroek · Gulickshof · Haeselaarbroek · Heide · Hingen · Hommelhof · Illikhoven · Kokkelert · Lange Bosschen · Liboscherveld · Mariaveld · Pepinusbrug · Pepiniushof · In de Mehre · Middelveld · Munsterveld · Oevereind · Ophoven · Oud-Roosteren · Putbroek · Schilberg · Sint Anna · Sint Antoniushoeve · Spaanshuisken · Visserweert · Vogelsang · Wolfskoul

Bedrijventerreinen: De Berk · Businesspark ML · Dieterderweg · De Loop · Wolfskoul

Limburg: Steden en dorpen      Nederland: Provincies · Gemeenten